# NGC 6217
NGC 6217 este o galaxie activă situată în constelația Ursa Mică. A fost descoperită în 12 decembrie 1797 de către William Herschel. Se află la o distanță de 67.200.000 al de Pământ.